# S. Sanjeeth
S. Sanjeeth (Sanjeeth Shanmughasund; * 15. April 1988) ist ein indischer Badmintonspieler. 

## Karriere
Sanjeeth stand beim India Open Grand Prix Gold 2014 im Achtelfinale des Herrendoppels. Bei der India Super Series 2012, dem Malaysia Open Grand Prix Gold 2012, den Thailand Open 2012, dem India Open Grand Prix Gold 2012, der India Super Series 2013, dem Malaysia Open Grand Prix Gold 2013 und dem Malaysia Open Grand Prix Gold 2014 war jeweils eine Runde früher Endstation.